# Fatmayı
Fatmayı (również Fat'mayy, Fatmai i Fatmay) – miejscowość i gmina w rejonie Abşeron w Azerbejdżanie. Liczba ludności wynosi 1816.